# Le Pionnier de la baie d'Hudson
Pour plus de détails, voir Fiche technique et Distribution.
Le Pionnier de la baie d'Hudson (North of Hudson Bay) est un film muet américain réalisé par John Ford, sorti en 1923. 

## Synopsis
Michael Dane part au nord du Canada rejoindre son frère, Peter, qui a trouvé de l'or avec son partenaire, Angus McKenzie. En route, Dane rencontre Estelle McDonald et tombe amoureux d'elle. Lorsqu'il arrive au comptoir, Dane découvre que Peter a été assassiné. Les autorités locales accusent McKenzie et le condamnent à suivre la "piste de la mort", une sorte de torture au cours de laquelle le prisonnier doit marcher accompagné par des gardiens, jusqu'à ce qu'il meure de faim ou d'épuisement. Dane est soumis à la même torture lorsqu'il essaye d'aider McKenzie, accusé à tort. Ils arrivent à s'évader, et Dane doit se battre contre une meute de loups. Estelle les suit en canoë, poursuivie elle-même par Cameron McDonald, son oncle, le véritable assassin de Peter Dane. McDonald meurt après une poursuite au-dessus d'une chute d'eau, et Dane et Estelle repartent vers la civilisation. 

## Fiche technique
- Titre original : North of Hudson Bay
- Titre français : Le Pionnier de la baie d'Hudson
- Réalisation : John Ford (crédité Jack Ford)
- Scénario : Jules Furthman
- Photographie : Dan Clark
- Production : William Fox
- Société de production et de distribution : Fox Film Corporation
- Pays de production :  États-Unis
- Format : Noir et blanc  - 35 mm - 1,33:1 - Film muet
- Genre : Aventure
- Durée : 50 minutes[1]
- Date de sortie :
  - États-Unis : 18 novembre 1923

## Distribution
- Tom Mix : Michael Dane
- Kathleen Key : Estelle McDonald
- Jennie Lee : la mère de Michael
- Frank Campeau : Cameron McDonald
- Eugene Pallette : Peter Dane
- Will Walling : Angus McKenzie
- Frank Leigh : Jeffrey Clough
- Fred Kohler : Armand LeMoir

## Autour du film
Environ 40 minutes de ce film sont conservées, selon Silent Era.